# Украинско-южноафриканские отношения
Украинско-южноафриканские отношения — двусторонние дипломатические отношения между Украиной и Южно-Африканской Республикой (ЮАР).
Южная Африка открыла посольство в Киеве в октябре 1992 года, а Украина открыла свое посольство в Претории в 1995 году.
В 2008 году Южная Африка заняла второе место (после Ганы) среди всех африканских стран с экспорта продукции на Украину. В 2009 году товарооборот между двумя странами вырос в 5,4 раза до $ 375,1 млн.

## История отношений
Южно-Африканская Республика признала независимость Украины 14 февраля 1992 года. Дипломатические отношения установлены 16 марта 1992 года.
Посольство ЮАР на Украине начало свою деятельность в октябре 1992 года. Посол ЮАР на Украине также аккредитован по совместительству в Молдове, Грузии и Армении.
Посольство Украины в ЮАР работает в Претории с декабря 1995 года. На сегодня зарубежную учреждение Украины в ЮАР возглавляет М. В. Скуратовский. 20 апреля 2004 года он вручил верительные грамоты Президенту ЮАР Табо Мбеки.
Двусторонние отношения между Украиной и ЮАР являются дружественными. В политической сфере обе страны придерживаются сходных или очень близких позиций (борьба с международным терроризмом, ближневосточное урегулирование, участие в миротворческих операциях, роль ООН в решении острых проблем современности и др.). Растёт торговый оборот. Продолжается работа по укреплению договорно-правовой базы, развития межпарламентских связей.
Двусторонние экономические отношения регулируются целым рядом документов, прежде всего, подписанным Министрами иностранных дел обеих стран в ноябре 1998 года Торговым соглашением между правительством Украины и правительством Южно-Африканской Республики. Это Соглашение было ратифицировано Верховной радой Украины в марте 1999 года, а Национальной ассамблеей (парламентом) ЮАР — в апреле 2001 года.
Торговый оборот между Украиной и ЮАР в 2003 году составил 46 млн долл. (в том числе экспорт в ЮАР — 16 млн долл., импорт из ЮАР — 30 млн долл.).